# Ley de Defensa Permanente de la Democracia
La Ley 8987, de Defensa Permanente de la Democracia, fue una ley chilena aprobada el 3 de septiembre de 1948 y publicada en el Diario Oficial el 18 de octubre del mismo año. Tuvo por finalidad proscribir la participación política del Partido Comunista de Chile (PCCh), razón por la cual es conocida como la «Ley Maldita». Esta ley fue una modificación a la ley 6026 de 1937 —que había sido promulgada en el gobierno de Arturo Alessandri— y siguió siendo utilizada hasta el final del periodo presidencial de Carlos Ibáñez del Campo en agosto de 1958.
La Ley de Defensa Permanente de la Democracia dispuso la cancelación de la inscripción del Partido Comunista de Chile (aprobada por un corto período, tras llegar al poder en 1946, junto a Gabriel González Videla). Fueron borrados del registro electoral sus militantes, así como las personas sospechosas de participar en dicha organización. Esto afectó a regidores y alcaldes comunistas, quienes perdieron sus cargos, pero no a diputados y senadores electos, cuyas inhabilidades debían pasar por una sentencia judicial, la que solo afectó a algunos de ellos.
Dentro de la administración pública: en las municipalidades y la educación primaria, la secundaria y la universitaria se aplicaron sanciones similares en la designación, contratación de sus empleados. Además, se prohibió toda organización, propaganda y asociación similar. Fueron sancionadas todas las reuniones o actos que interrumpieran el normal desarrollo de las actividades productivas, por esto el derecho a huelga solo estaba permitido en el sector privado. También se castigaba a quienes cooperaran o efectuaran actos contrarios a la misma.  
Fue derogada por la ley 12927, sobre Seguridad del Estado, del 6 de agosto de 1958.

## Historia

### Antecedentes
La idea de proscribir al Partido Comunista se propuso en 1932 bajo el gobierno provisional socialista de Carlos Dávila Espinoza. Se le acusaba de instigar revueltas y por esa razón se pensó en ilegalizarlo, pero debido a que el Congreso había sido cerrado la propuesta no prosperó. Luego en el segundo periodo presidencial de Arturo Alessandri, bajo un clima de rebeliones, intentos golpistas y férrea oposición, se dio curso a la ley de seguridad del Estado 6026 de 1937. En 1941 se presentó un proyecto de ley para ilegalizar el Partido Comunista; sin embargo, en un gesto conciliador, esta ley fue vetada por el presidente Pedro Aguirre Cerda. Ese mismo año, el futuro presidente Juan Antonio Ríos lanzó encendidas declaraciones contra el Partido Comunista durante una sesión en la Cámara de Diputados:  «Los comunistas no sólo han traicionado al Partido Radical, como partido signatario del Frente Popular, sino que a la inmensa mayoría del país». Esto implicaba un claro quiebre entre radicales, comunistas y socialistas. Pese al anticomunismo de Ríos, durante su gobierno abrió relaciones diplomáticas con la Unión Soviética, en gran medida por la alianza que esta tenía con Estados Unidos en plena Segunda Guerra Mundial.

### Relaciones entre Gabriel González Videla y el PCCh

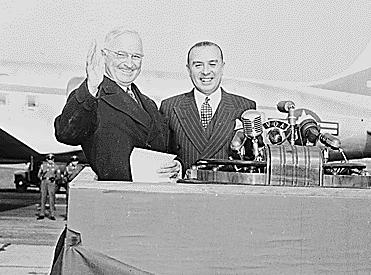
Gabriel González Videla junto con Harry S. Truman en su visita oficial a Estados Unidos en 1950.

Antes de las elecciones, Gabriel González Videla se había declarado abiertamente unido al Partido Comunista, indicando un lazo entre éste y los radicales. Según Carlos Huneeus, González Videla habría sido electo de forma unánime como candidato a Presidente en la “Convención de Centro-izquierda”, donde además se aprobó la participación activa del Partido Comunista. Posteriormente en la elección presidencial lideró la votación con un 40,1%. Esto último sostendría la idea del politólogo, que afirma que el Partido Comunista fue un actor decisivo en el triunfo electoral de González Videla debido a su influencia en los sindicatos de trabajadores. Sin embargo, no existe acuerdo entre los historiadores sobre las razones que motivaron al gobierno de Gabriel González Videla a impulsar una ley de esta naturaleza.[cita requerida]
Una de las tesis plantea que el Partido Comunista no supo establecer una relación fluida entre su nueva posición de partido gobernante y su tradicional política de agitación social. Esta dicotomía llevaba a que frecuentemente funcionarios del gobierno, militantes comunistas, aprobaran alzas de precios que posteriormente el partido rechazaba a través de violentas protestas callejeras, las cuales se fueron radicalizando aún más al entrar en escena las disputas entre comunistas y socialistas por el control del movimiento sindical. Otra teoría centra los orígenes de la Ley Maldita en la conformación de la Guerra Fría y el traspaso de dicho conflicto a Chile. Sin embargo, otros historiadores, han planteado que “las causas que llevaron a Gabriel González Videla a impulsar la política en contra de los comunistas (...) se encuentran en factores de política nacional y no en la presión externa del gobierno de los EE.UU.”
El 3 de noviembre de 1946 al asumir Gabriel González Videla conforma un gabinete integrado por radicales, liberales y comunistas como era el compromiso de su campaña presidencial. Sin embargo, a la coalición de gobierno se hacía difícil sostenerla en el escenario internacional, pues se comenzaba a mostrar signos de distanciamiento entre los Estados Unidos y la Unión Soviética, a lo que se unía la urgente necesidad de obtener financiamiento externo para los planes del gobierno. A los pocos meses, el (15 de abril de 1947), tras las elecciones municipales del día 6, que transformaron al PCCh en la tercera fuerza política (16.5% de los votos), los ministros liberales renunciaron y González Videla conformó un nuevo gabinete de administración. Sin romper con los comunistas, quienes conservaron sus gobernadores e intendentes, la alianza de gobierno comenzó a debilitarse.
Tanto sectores del Partido Socialista como del Partido Radical cuestionaron el papel de los militantes comunistas en el gobierno a quienes acusaban de intervención electoral. Por su parte, un segmento del radicalismo ya había abandonado el partido en 1946, en protesta por su alianza con los comunistas, conformando el Partido Radical Democrático. A partir de abril, la agitación sindical se acentuó, tanto por el retiro del PCCh del gobierno, como por la situación económica, afectada por la escasez de divisas. En forma paralela, Estados Unidos comenzó a presionar para que la alianza con los comunistas se terminara completamente.
En agosto, un nuevo gabinete, integrado por Jorge Alessandri Rodríguez en Hacienda y un militar, como el almirante Immanuel Holger, decidió enfrentar con mayor firmeza la ola de protestas y huelgas sindicales que estallaron en junio, como la de Correos y Telégrafos (liderada por dirigentes radicales), de los transportistas de Santiago donde el hecho terminó con varios muertos (con participación comunista, aunque también de otros sectores), de algunas secciones de los Ferrocarriles del Estado, (sector donde había presencia de radicales, comunistas y socialistas) y la de los mineros del carbón en el sur de Chile (agosto y octubre de 1947) y Chuquicamata en el norte (octubre de 1947), donde la presencia comunista era fuerte. En septiembre, la violencia se acentuó en las zonas mineras del país, las que fueron controladas con la intervención de las Fuerzas Armadas y la relegación de dirigentes comunistas en la localidad de Pisagua.

### Implementación
El 19 de abril de 1948, el presidente envía un mensaje de proyecto "Sobre Defensa Permanente del Régimen Democrático", con el cual solicita al Congreso Nacional poderes especiales para controlar la agitación comunista que se expresa por medio del movimiento sindical. Partidarios de la dictación de la ley son liberales, conservadores, agrario-laboristas, la mayoría de los radicales y un sector de los socialistas; en contra están los comunistas, una minoría de los radicales, un sector de los socialistas y la Falange Nacional (futuro PDC). En septiembre de 1948, el presidente González Videla conforma un nuevo gabinete denominado de Concentración Nacional, conformado por los partidos Radical, Liberal, Conservador Tradicionalista, Democrático y una facción socialista minoritaria, coalición que se mantendría en el poder hasta enero de 1950 y que obtendría un amplio triunfo en las elecciones parlamentarias de 1949. El 4 de septiembre de 1948 el director del Registro Electoral, Ramón Zañartu Eguiguren, canceló la inscripción del Partido Comunista en el registro de partidos políticos.
En plena puesta en marcha de la ley, el comunismo logró la elección del diputado Víctor Galleguillos Clett, quien se "camufló" como militante del Partido Socialista Auténtico. El parlamentario, que alcanzó la reelección como socialista en 1953, fue uno de los pocos dirigentes del PCCh que pudo evadir los efectos de la ley y participar activamente en la política nacional. Otros militantes que entraron al Congreso utilizando la legalidad del socialismo fueron José Oyarce y Sergio González Espinoza. Aun así, Juan Lamatta y José Avendaño, que también lograron ser electos, no llegaron a la Cámara porque el Tribunal Calificador de Elecciones estableció su calidad de comunistas y anuló sus votos.
Los efectos de dicha ley no lograron evitar del todo la acción política del PCCh que, junto a sectores socialistas, actuó a través de las organizaciones sindicales reunidas en la Confederación de Trabajadores de Chile (CTCH). En marzo de 1950 el presidente González Videla llama a los partidos de oposición a formar gobierno constituyendo un gabinete conformado por radicales, socialcristianos, falangistas y democráticos, la cual, pese a oponerse a la ley, no solo no la derogó, sino que hizo uso de ella de forma aún más radical que la coalición anterior.
La Ley de Defensa Permanente de la Democracia fue un tema de radical importancia en las elecciones presidenciales de 1952, en las cuales todos los candidatos prometieron su derogación; sin embargo, el vencedor, Carlos Ibáñez del Campo, hizo uso de ella en reiteradas ocasiones durante su mandato.
En respuesta al clima represivo, las distintas centrales sindicales de la época se unen en torno a la figura del sindicalista Clotario Blest, fundando el 12 de febrero de 1953 la Central Única de Trabajadores de Chile (CUT). Entre las movilizaciones organizadas por la CUT destaca la gran huelga general de 7 de julio de 1955.
En 1958 se constituyó el Bloque de Saneamiento Democrático, compuesto por la totalidad de los partidos políticos, salvo conservadores y liberales. Detrás de este movimiento convivía un legítimo interés en terminar con el cohecho, práctica extensamente difundida en la democracia chilena, así como restituir sus derechos políticos a los sancionados por la ley, como al mismo tiempo la no disimulada intención de recuperar los votos comunistas y frenar al candidato presidencial de derecha Jorge Alessandri Rodríguez, que había mostrado una sorprendente alza en sus aspiraciones en las elecciones presidenciales de ese año, de las que saldría vencedor. Este bloque, con mayoría en ambas cámaras del Congreso Nacional, se plantea como objetivos la reforma la ley electoral al establecer la cédula única electoral (hoja de votación impresa única), aprobar una ley de probidad administrativa y la derogación de la ley de Defensa de la Democracia. Todas las medidas resultan en las leyes de 1958.

### Consecuencias políticas
La dictación de esta ley generó divisiones internas en casi todos los partidos políticos legalmente constituidos:
- El Partido Radical (PR), colectividad de González Videla, no apoyó en su totalidad la aplicación de esta ley. La minoría disidente a la política anticomunista formó el Partido Radical Doctrinario (PRDo). En tanto que el Partido Radical Democrático (PRDe), facción separada desde 1946, no entregó el respaldo total a la iniciativa a pesar de su vocación anticomunista.
- Otro conglomerado que fue afectado con esta ley fue el Partido Socialista (PS), ya que un sector se manifestó a favor a proscripción del PCCh, mientras que otro se mostró contrario. Los opositores a la ley formaron el Partido Socialista Popular (PSP). Tiempo después, un grupo de militantes disconformes con la adhesión del PSP al ibañismo se reintegró al PS y formó una alianza con el comunismo prohibido a través del Frente Nacional del Pueblo. En paralelo, el Partido Socialista Auténtico (PSA), que tampoco respaldó la ley, creó el Frente Nacional Democrático para facilitar la presentación de comunistas en las elecciones.[13]
- El Partido Democrático (PDo) se dividió en dos facciones, las que se manifestaron claramente en la elección presidencial de 1952. Los que estaban a favor de la ley se aglutinaron en el Partido Democrático de Chile (PDCH) y respaldaron la candidatura del radical Pedro Enrique Alfonso, los contrarios a la iniciativa formaron el Partido Democrático del Pueblo (PDP) y apoyaron la candidatura de Carlos Ibáñez del Campo.
- Dentro del Partido Conservador (PCon) se desarrolló un importante movimiento socialcristiano que se opuso a cualquier forma de persecución hacia el Partido Comunista. Este grupo formó el Partido Conservador Social Cristiano (PCSC) y se asoció políticamente con la Falange Nacional. El resto de los conservadores, que respaldó las medidas de González Videla, constituyó el Partido Conservador Tradicionalista (PCT).
- Los partidos Liberal y Agrario Laborista entregaron el respaldo mayoritario a la ley, por lo que sus disidencias internas no tuvieron peso para organizarse y demostrar sus reparos.

El propio PCCh tuvo que inscribir militantes en los partidos Socialista y Socialista Popular para tratar de ingresar a cargos por la vía electoral, obteniendo magros resultados. Recién en las elecciones parlamentarias de 1957 la colectividad pudo elegir a seis diputados a través del Partido del Trabajo y del PS. Los parlamentarios tuvieron que esperar hasta la derogación de la ley en 1958 para regresar al partido.
Esta ley además le costó la carrera política a Gabriel González Videla, relegándolo a la impopularidad, especialmente por personajes de gran influencia y sectores de índole izquierdista que fueron afectados por dicha ley.

### Derogación de la Ley
La Ley de Defensa Permanente de la Democracia fue derogada en 1958 en el contexto de elecciones presidenciales. Sin embargo, desde antes es que se comienza a utilizar como una promesa de campaña por distintos candidatos, tal como lo hizo el expresidente Carlos Ibáñez del Campo para obtener el triunfo electoral. No obstante, utilizó dicha ley para enfrentar huelgas (legales e ilegales), convocadas por organizaciones de trabajadores.
El 2 de agosto de 1958 era promulgada la Ley de Seguridad del Estado. La noticia fue celebrada por comunistas y miembros del bloque de mayoría. La derogación de la ley incluía la pérdida de vigencia de normas como: penalización en ámbitos de habitación, como arrendamientos o facilitación de inmuebles; prohibición en la contratación con el fin de desempeñar un cargo público. Además del impedimento en poder inscribirse en los registros electorales, otorgando a su vez la facultad de que pudiesen ser eliminados de éste. Agregado a esto, no podrían figurar como candidatos o patrocinantes de candidaturas en elecciones populares, y tampoco podrían pertenecer a sindicatos ni intervenir en su dirección.
Carlos Huneeus sostiene que a pesar de que la derogación de la llamada “ley maldita” permitió la reinserción de los comunistas a los sistemas electorales, esta no fue completa, ya que “mantuvo las penas señaladas por la ley anterior a los delitos contrarios a la seguridad interior, al orden público y a los que después denominó atentatorios 'a la normalidad de las actividades nacionales', restableciendo además algunos de los tipos penales descritos por la Ley de seguridad interior de 1937”. En resumen, es posible reconocer que la "Ley de Defensa Permanente de la Democracia", luego de su derogación, siguió limitando los derechos individuales de los trabajadores y la libertad sindical”.